# Лебеденко, Орест Зиновьевич
Орест Зиновьевич Лебеденко (укр. Орест Зіновійович Лебеденко, 23 сентября 1998, Львов, Украина) — украинский футболист, защитник португальского клуба «Витория».

## Биография
Воспитанник львовского футбола. С 2013 года выступал в академии «Карпат» в ДЮФЛ. С сезона 2015/16 стал выступать за «Карпаты U-19» в юношеском чемпионате Украины, а в следующем сезоне дебютировал и в команде U-21 в молодёжном чемпионате.
За первую команду в Премьер-лиге дебютировал 29 июля 2017 года в матче против киевского «Динамо». Всего за полтора года сыграл в чемпионате Украины 23 матча и забил 1 гол.
С 21 января 2019 года, перешёл в «Луго», с которым подписал контракт на четыре с половиной года.